# 王国生 (1956年)
王國生（1956年5月—），男，汉族，山東東阿人，中华人民共和国政治人物。山东大学科社系政治学专业毕业，山东省委党校研究生。中国共产党第十七届中央委员会候补委员、第十八届、第十九届中央委员会委员。曾任湖北省省长、中共青海省委书记、中共河南省委书记、省人大常委会主任等职务。

## 生平

### 山东省
王国生1974年3月参加工作，任山东聊城东阿县大桥公社知青、代理团委书记。1975年6月加入中国共产党。1976年11月，历任山东省东阿县文教局、聊城地委宣传部、办公室、研究室办事员。1981年9月至1983年7月，在山东大学科社系政治学专业学习。1983年7月，任山东省冠县机构改革工作队员、中共聊城地委办公室正科级秘书。1985年5月，任中共聊城地委组织部副部长兼干部科科长。1991年10月，历任中共聊城地委委员、组织部长，地委委员、高唐县委书记，地委副书记、高唐县委书记。1995年2月，任聊城地委副书记。1997年12月，任山东省劳动厅副厅长、党组副书记。1998年6月，任山东省贸易厅厅长、党组书记兼山东省政府财贸办公室主任。1997年9月至2000年6月，在中共山东省委党校政治学专业学习。

### 江苏省
2000年1月，王国生离开山东，升任中共江苏省委省直机关工委书记。2000年8月，任中共连云港市委书记。2001年11月，任中共江苏省委常委、连云港市委书记。2001年12月，任中共江苏省委常委、宣传部部长。2004年6月，任中共江苏省委常委、组织部部长。2008年4月，任中共江苏省委副书记、组织部部长。2010年9月，任中共江苏省委副书记。

### 湖北省
2010年12月，任中共湖北省委副書記、副省長、代省長。2011年2月，正式当选为湖北省人民政府省長。

### 青海省
2016年6月，调任中共青海省委书记。2017年1月，當選青海省人大常委會主任。
2018年2月，当选为第十三届全国人大代表。

### 河南省
2018年3月，接替谢伏瞻出任中共河南省委书记。
2019年1月，当选为河南省人大常委会主任。

### 全国人大
2021年6月，不再担任中共河南省委书记职务。随后被增补为全国人大社会建设委员会副主任委员。